# Resolució 1044 del Consell de Seguretat de les Nacions Unides
La Resolució 1044 del Consell de Seguretat de les Nacions Unides fou adoptada per unanimitat el 31 de gener de 1996. Després d'assenyalar l'intent d'assassinat del president d'Egipte Hosni Mubàrak en una cimera de l'Organització de la Unitat Africana (OUA) a la capital d'Etiòpia Addis Abeba el 26 de juny de 1995, el Consell va exigir que el Govern del Sudan complís amb les peticions de l'OUA per extradir sospitosos refugiats al país.
El preàmbul de la resolució expressa insatisfacció sobre el terrorisme internacional que va resultar en morts innocents, el deteriorament de les relacions internacionals i posar la seguretat dels països en risc. Hi va haver una necessitat d'enfortir la cooperació internacional en l'adopció de mesures per prevenir, combatre i eliminar totes les formes de terrorisme. El Consell estava molt preocupat per l'intent d'assassinat d'Hosni Mubarak, considerant l'atac no només contra el president d'Egipte, sinó contra la sobirania d'Etiòpia i l'Àfrica en general. Es va assenyalar que Sudan no havia complert amb les sol·licituds de la OUA per extradir els sospitosos.
El Consell de Seguretat va condemnar l'intent d'assassinat i va lamentar la violació de la sobirania d'Etiòpia i va intentar alterar la pau i la seguretat en aquest país i la regió en general. Els esforços d'Etiòpia per resoldre la qüestió de manera bilateral i regional va ser ben rebuts, mentre que Sudan va ser cridat a extradir els tres sospitosos a Etiòpia en conformitat amb el Tractat d'Extradició de 1964 entre ambdós països, i no donar suport a les formes de terrorisme o refugiar sospitosos de terrorisme.
Es va instar a la comunitat internacional i al Sudan a respondre de manera positiva a les sol·licituds de la OUA, mentre que es va demanar al secretari general Boutros Boutros-Ghali que informés sobre la situació en un termini de 60 dies al Consell.